# تیم دوچرخه‌سواری فورتونئو–اسکارو
تیم دوچرخه‌سواری فورتونئو–اسکارو (فرانسوی: Fortuneo–Oscaro‎) یک تیم دوچرخه‌سواری در کشور فرانسه است.
این تیم که در سال ۲۰۰۵ تأسیس شده و از سال ۲۰۱۴ تا ۲۰۱۷ در مسابقات تور دو فرانس شرکت کرده‌است.